# Haliclystus sanjuanensis
Haliclystus sanjuanensis är en nässeldjursart som beskrevs av Libbie Henrietta Hyman 1940. Haliclystus sanjuanensis ingår i släktet Haliclystus och familjen Lucernariidae. Inga underarter finns listade i Catalogue of Life.